# Goldisthal
Goldisthal – miejscowość i gmina w Niemczech, w kraju związkowym Turyngia, w powiecie Sonneberg.
Niektóre zadania administracyjne gminy realizowane są przez miasto Neuhaus am Rennweg, które pełni rolę "gminy realizującej" (niem. "erfüllende Gemeinde").